# IS Большой Медведицы
IS Большой Медведицы (лат. IS Ursae Majoris), HD 238306 — одиночная переменная звезда в созвездии Большой Медведицы на расстоянии приблизительно 1294 световых лет (около 397 парсеков) от Солнца. Видимая звёздная величина звезды — от +10,07m до +9,9m.

## Характеристики
IS Большой Медведицы — оранжевая пульсирующая полуправильная переменная звезда типа SRB (SRB:) спектрального класса K2.